# Kanton Menton-Est
Menton-Est was van 1994 tot 2015 een kanton van het Franse departement Alpes-Maritimes. Het kanton maakte deel uit van het arrondissement Nice. Voor en na die tijd vormde het samen met kanton Menton-Ouest het kanton Menton.

## Gemeenten
Het kanton Menton-Est omvatte de volgende gemeenten:
- Castellar
- Menton (deels, hoofdplaats)